# 永富啓子
永富 啓子（ながとみ けいこ）は日本の声楽家（ソプラノ、メゾソプラノ）、合唱指揮者、音楽教育者。

## 経歴
佐賀県唐津市出身。東京芸術大学音楽学部声楽科卒業。1971年（昭和46年）ウィーンに渡り、ウィーン国立音楽大学発声科、リート・オラトリウム科、オペラ科の各科を卒業。
畑中良輔、W.シュタインブリック、エリック・ヴェルバ、A.コローに師事。
1974年（昭和49年）のウィーン・カンマーオペラ劇場出演を皮切りに、オーストリアと日本で積極的な演奏活動を行う。特にドイツ歌曲の分野には研鑽を重ね、その演奏は常に好評を受けている。永年にわたってウィーン日本人会婦人部女声コーラス“シュパッツェンコーア”の指揮を務める。
2000年（平成12年）に帰国。ひきつづき日本、オーストリアを本拠に演奏活動を続けるかたわら、ふるさとである佐賀県唐津市で、オペラ公演のプロデュース及び出演。日本歌曲と童謡のテレビ・レギュラー番組等によって地域の文化高揚に努めている。
二期会会員。青の会会員。日本演奏連盟会員。

## 受賞歴
- マリア・カナルス・バルセロナ国際音楽演奏コンクール特別賞受賞[1]
- 国際ソロプチミスト唐津 女性栄誉賞[4]

## 主な演奏活動
- 1981年（昭和56年）12月9日～12日 東京室内歌劇場十三期第四十九回公演『幸福な王子』『子供と呪文』[5]
- 1997年（平成9年）3月16日 第119回 隆太窯コンサート 声楽：永富啓子、チェンバロ：原田美穂「バロック・コンチェルト」[6]
- 2005年（平成17年）8月1日 青の会 第81回演奏会 信時潔没後40年に（紀尾井ホール）[7]
- 2012年（平成24年）4月19日 永富啓子ソプラノ・リサイタル[8]
- 2016年（平成28年）4月5日 永富啓子にっぽんをうたう[9]
- 2017年（平成29年）4月8日 永富啓子ソプラノ・リサイタル[10]

## 社会活動
- 全日本学生音楽コンクール審査員[2]
- 2009年アートミュージック佐賀会場審査員[11]
- 2011第九ソリストオーディション審査員[12]
- 音の夢ピアノコンクール 長崎地区・佐世保地区予選 審査委員長[13]
- 食と農絆づくりプロジェクト唐松地区推進会議[14]

## 指導者として
- 市民合唱団『唐津』を歌う会 指導者・実行部会長[15] ※合唱組曲『唐津』は作詩：栗原一登、作曲：團伊玖磨[16]
- 混声合唱団「神田の杜」 指導者[17]
- からつの夏・オーケストラ文化定着事業 ベートーヴェン『第九』演奏会 合唱指導／アドバイザー[18]
- ドイツ歌曲研究会「Flieder（フリーダー）」主宰[19]

主な門下生には、出口未来、古賀大路、古賀小百合、平田真琴などがいる。

## 主なディスコグラフィー
- J.ブラームス ジプシーの歌/愛の歌 指揮：畑中良輔、ソプラノ：大島洋子・平松英子、アルト：菅有実子・永富啓子、テノール：藤川泰彰・星洋二、バス：志村文彦・堀野浩史、ピアノ：久邇之宜・谷池重紬子（2002年12月18日）ビクターエンタテインメント VICC-60315